# Australiteuthis aldrichi
Australiteuthis aldrichi Lu, 2005 è una piccola specie di calamaro che vive nelle acque settentrionali dell'Australia. La specie è stata descritta da Chung Cheng Lu nel 2005, sulla base di esemplari raccolti nelle acque costiere a Nord dell'Australia.
A. aldrichi rientra nell'ordine Myopsida, ed è l'unico membro del suo genere, Australiteuthis Lu, 2005, e della sua famiglia, Australiteuthidae Lu, 2005.

## Descrizione
L'ordine Myopsida è formato da due famiglie, Australiteuthidae e Loliginidae. I calamari che rientrano nell'ordine Myopsida sono calamari neritici, che abitano tipicamente in acque poco profonde e vivono in grandi banchi. Mentre le specie appartenenti alla famiglia Loliginidae sono tipicamente più grandi, A. aldrichi è molto più simile per dimensioni ai membri del genere Pickfordiateuthis, più comunemente noti come calamari nani, infatti gli esemplari più grandi conosciuti non raggiungono i 30 mm di lunghezza.
Il più grande individuo conosciuto di questa specie è una femmina matura, il cui mantello misura 27,6 mm. L'olotipo è un maschio maturo, il cui mantello misura 21,3 mm. Non è mai stato filmato un esemplare vivo di questa specie.
La specie ha grandi pinne separate di forma rotonda, con lobi anteriori e posteriori liberi e un grande fotoforo a forma di manubrio. Il corpo è piuttosto tozzo, a forma di campana. L'aspetto generale di questa specie, per convergenza evolutiva appare più simile a quello delle sepiole che a quello degli altri calamari. Possiedono tasche tentacolari profonde nelle quali i tentacoli vengono ospitati a riposo, denti rachidei tricuspidi e un fotoforo sulla sacca di inchiostro, non presentano invece pori acquiferi nelle cornee. La specie è appunto classificata nell'ordine Myopsida per via della presenza comune di una membrana corneale.

## Habitat

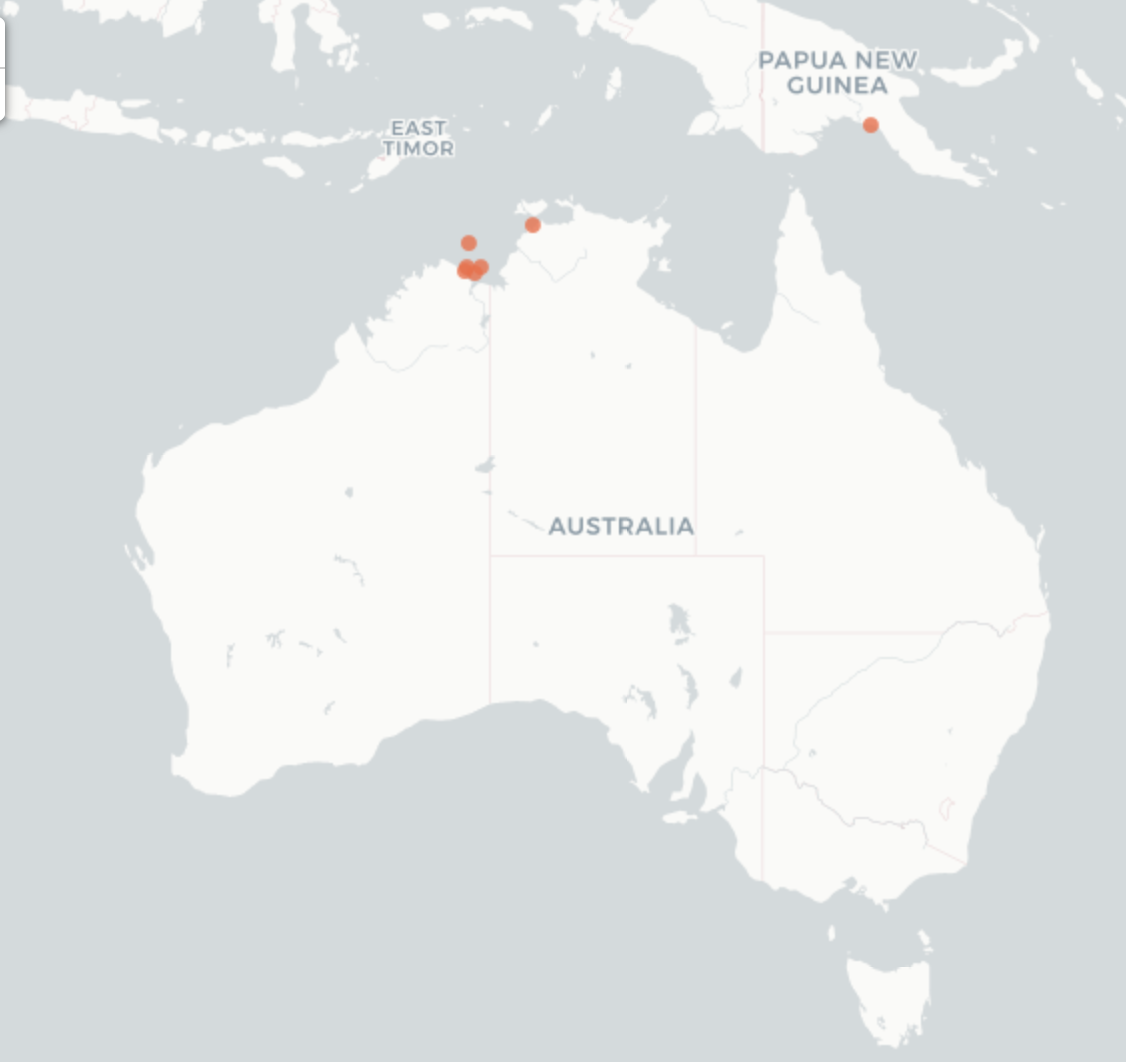
Stazioni di campionamento di Australiteuthis aldrichi in Australia e Nuova Guinea.

Alcuni esemplari di A. aldrichi sono stati trovati nel golfo di Joseph Bonaparte dell'Australia Occidentale, nelle acque costiere del Territorio del Nord dell'Australia e nel Golfo di Papua in Nuova Guinea. Per via di questi ritrovamenti, è stato teorizzato che la specie viva anche lungo tutte le altre regioni costiere dell'Australia settentrionale e della Papua Nuova Guinea. La specie non è mai stata ritrovata viva, ed è conosciuta solo da pochi esemplari raccolti in queste aree. Questi esemplari di A. aldrichi sono stati raccolti in zone costiere a profondità comprese tra i 9 e i 61 metri con reti a strascico di tipo sfogliara. È ipotizzato che la specie possa essere bentonica su fondi di sabbia o fango, ma non è certo.

## Pesca
Inesistente.